# ۳٫۷ س‌م پاک ۳۶
۳٫۷ س‌م پاک ۳۶ (به آلمانی: 3.7 cm Pak 36 - Panzerabwehrkanone 36) یک توپ ضدتانک کالیبر ۳۷ میلی‌متر بود که در جنگ جهانی دوم به‌کار گرفته شد. این توپ سلاح اصلی ضدتانک ورماخت تا سال ۱۹۴۲ به حساب می‌آمد. پاک ۳۶ سال ۱۹۳۳ توسط شرکت راین‌متال طراحی شد و از سال ۱۹۳۶ در اختیار نیروی زمینی آلمان قرار گرفت. هنگام آغاز جنگ جهانی دوم در ماه سپتامبر سال ۱۹۳۹ بیش از ۹۰۰۰ قبضه از آن در زرادخانه‌های ورماخت موجود بود و بیش از ۵ هزار قبضه دیگر نیز در طول جنگ تولید شد. پاک ۳۶ به عنوان یکی از پیشرفته‌ترین تسلیحات دهه ۱۹۳۰ به صورت گسترده به سایر کشورها صادر و نسخه‌هایی از روی آن در نیروهای مسلح دیگر تولید شد.
از پاک ۳۶ نخستین بار در جنگ داخلی اسپانیا استفاده رزمی شد و توانست عملکرد مناسبی در مقابل تانک‌های سبک دشمن از خود نشان دهد. در جنگ جهانی دوم برای نخستین علیه لهستان در سال ۱۹۳۹ به‌کار گرفته شد و مشکل چندانی در برابر تانک‌های دشمن نداشت. نیروهای چترباز آلمان به جهت وزن پایین و تحرک‌پذیری بالا، پاک ۳۶ را در عملیات‌های هوابرد خود به‌کار می‌گرفتند. به صورت در نبرد فرانسه در سال ۱۹۴۰ در رخنه در زره تانک‌های سنگین‌تر فرانسه و بریتانیا دچار مشکل بود. با آغاز عملیات بارباروسا، تهاجم به شوروی در سال ۱۹۴۱، پاک ۳۶ دیگر نمی‌توانست در برابر تانک‌های جدید تی-۳۴ و کی‌وی-۱ مؤثر باشد. با این حال با توجه به این که بیش از ۹۰ درصد تانک‌های ارتش سرخ در این زمان همچنان از نمونه‌های قدیمی و سبک بودند، پاک ۳۶ هزاران دستگاه دستگاه از آن‌ها را منهدم کرد.
نیروی زمینی آلمان از اواخر سال ۱۹۴۰ شروع به جایگزینی پاک ۳۶ با پاک ۳۸ با کالیبر ۵۰ میلی‌متر و از نوامبر سال ۱۹۴۱ با پاک ۴۰ با کالیبر ۷۵ میلی‌متر کرد. استفاده از مهمات بهتر قابلیت نفوذ پاک ۳۶ را افزایش داد اما برد کوتاه آن باعث در خطر بودن خدمه آن می‌شد. با افزایش تعداد تانک‌های جدید دشمن، تولید پاک ۳۶ به عنوان یک سلاح منسوخ اوایل سال ۱۹۴۳ کاملاً متوقف شد. از پاک ۳۶ در کشورهای متحد نیروهای محور و یگان‌های پشت خط مقدم، حفاظتی و آموزشی تا پایان جنگ استفاده شد.

## طراحی و تولید
رایشسور، نیروهای مسلح آلمان، از ماه فوریه سال ۱۹۲۵ شروع به صدور مخفیانه درخواست‌هایی برای تولید تسلیحات جدید از جمله توپ ضدتانک کرد. به هر صورت در این زمان با توجه به محدودیت‌های پیمان ورسای و حضور نیروهای متفقین در خاک آلمان، شرکت‌های عمده تولیدکننده تسلیحات امکان طراحی مدل‌های جدید را نداشتند. با خروج نیروهای نیروهای اشغال‌گر در ماه اوت سال ۱۹۲۵، این امکان مجدداً فراهم آمد. شرکت راین‌متال از سوی دفتر تسلیحات نیروی زمینی برای طراحی سلاح ضدتانک جدید برگزیده شد. انعقاد قرارداد بدین منظور تا ماه ژوئن سال ۱۹۲۷ به تعویق افتاد.
بر مبنای تجربیات جنگ جهانی اول و همچنین منابع مالی محدود رایشسور، ترجیح آلمانی‌ها بر توپ‌های ضدتانک ارزان، سبک و متحرک بود که امکان تولید انبوه و توزیع گسترده داشتند. گروهی از ۲۵ مهندس شرکت راین‌متال به رهبری کارل وانینگر، به صورت مخفیانه در یک میدان تیر متروکه در لونبرگ کار بر این پروژه را صورت دادند. این گروه در مدت زمانی اندکی بیش از شش ماه نخستین پیش‌نمونه از توپ ضدتانک ۳٫۷ س‌م پاک ال/۴۵ را ساخت. از منظر بالستیک این توپ طرحی بسیار پیشرفته برای سال ۱۹۲۸ به حساب می‌آمد و هیچ کشور دیگری در این زمان نمونه مشابهی از آن نداشت. با نگرانی از بازرسان متفقین، این توپ برای آزمایش به تأسیسات مخفی آموزشی آلمان در کازان در شوروی منتقل شد. متعاقباً مشخص شد شلیک توپ می‌تواند از فاصله ۵۰۰ متری در زرهی به ضخامت ۲۹ میلی‌متر نفوذ کند. با رضایت دفتر تسلیحات از این طراحی، ماه مه سال ۱۹۲۹ تولید آهسته سالیانه ۱۴ قبضه از آن سفارش شد. هدف اولیه تسلیح تمامی لشکرهای رایشسور به ۳۶ قبضه از توپ پاک بود. از آن‌جایی که آلمان فعلاً قصد نداشت به صورت علنی محدودیت‌های پیمان ورسای را نقض کند، تولیدات این توپ انبار می‌شدند و نیروها به آموزش با نمونه‌های چوبی ادامه دادند.
با این حال، تولید اندک برای راین‌متال به صرفه نبود و محدودیت‌هایی که بر صنعت تسلیحات آلمان اعمال شده بود، امکان تغییر این وضعیت را نمی‌داد. راین‌متال به دنبال بازار فروش سودآور مخصوصاً در دوره رکورد اقتصادی آلمان، رو به شوروی آورد. نمایندگان این شرکت با شرکت بیوتاست شوروی که برای به‌دست‌آوردن فناوری از غرب تأسیس شده بود، ارتباط برقرار کردند. ماه اوت سال ۱۹۳۰ قراردادی سری به ارزش ۱٫۱۲۵ میلیون دلار برای تأمین فناوری توپ‌های ضدتانک به امضا رسید. این قرارداد شامل چند توپ ۳٫۷ س‌م پاک ال/۴۵ می‌شد. مهندسان راین‌متال بر مبنای این توپ مدل ۳۷ م‌م ام۱۹۳۰ (۱-کا) را طراحی کردند که در کارخانه شماره ۸ کالینین برای ارتش سرخ تولید شد. بر اثر دشواری تولید برای شوروی، بین سال‌های ۱۹۳۱ تا ۱۹۳۳ تنها ۴۰۰ قبضه از آن تولید گردید تا این که شوروی تصمیم تصمیم به طراحی مدل خود و افزایش کالیبر به ۴۵ میلی‌متر گرفت. در این میان مهندسان شوروی چیزهای زیادی در مورد توسعه توپ‌های ضدتانک در آلمان فراگرفتند.
با سرمایه حاصل‌شده از شوروی، راین‌متال توانست کار بر روی توپ ۳٫۷ س‌م پاک را ادامه دهد. به هر صورت در سایه پیمان ورسای تا هنگام به قدرت رسیدن حزب ناسیونال سوسیالیست در سال ۱۹۳۳ این کار به کندی پیش می‌رفت. آدولف هیتلر، صدراعظم جدید آلمان به دنبال موتوریزه‌سازی نیروهای مسلح بود. از این رو دفتر تسلیحات نیروی زمینی به ریاست سرلشکر لودویگ بک شروع به انطباق این هدف با پروژه‌های خود کرد. توپ ۳٫۷ س‌م پاک با چرخ‌های جوبی مخصوص کشیده‌شدن توسط اسب، نمی‌توانست بدین منظور استفاده شود. بدین جهت ماه سپتامبر سال ۱۹۳۴ از راین‌متال خواسته شد توپ خود را برای کشیده‌شدن توسط خودروهای موتوری اصلاح کند. متعاقباً تایرهای بادی و فنر به ارابه توپ افزوده شد. توپ جدید با نام استاندارد ۳٫۷ س‌م پاک از اوایل سال ۱۹۳۵ در دسترس بود و خودوری کروپ پروتسه به عنوان کشنده آن برگزیده گشت. با زیر پا گذاشته شدن علنی پیمان ورسای از ماه مارس سال ۱۹۳۵، راین‌متال موظف به تولید انبوه این توپ شد و نیروهای ورماخت شروع به آموزش آن کردند. کار همچنین بر روی گلوله ضدتانک بهبودیافته از جمله نفوذگرهای کاربید تنگستن آغاز شد.